# USS Missouri (BB-63)
El USS Missouri (BB-63) es un acorazado clase Iowa de la Armada de los Estados Unidos y fue el cuarto buque nombrado en honor del estado estadounidense de Misuri. Fue el último acorazado construido por los Estados Unidos y el barco en el que se firmó la rendición del Imperio del Japón que puso fin a la Segunda Guerra Mundial.
El Missouri fue encargado en 1940 y asignado en junio de 1944. En la guerra del Pacífico en la Segunda Guerra Mundial combatió en las batallas de Iwo Jima y Okinawa y bombardeó el archipiélago japonés. También intervino en la guerra de Corea entre 1950 y 1953, antes de ser dado de baja en 1955 de la armada estadounidense y puesto en la reserva. Fue reactivado y modernizado en 1984 como parte del plan de 600 barcos de la armada estadounidense, y proveyó soporte durante la operación Tormenta del Desierto entre enero y febrero de 1991.
El Missouri recibió un total de 11 Estrellas de Combate por su servicio en la Segunda Guerra Mundial, la guerra de Corea y el golfo Pérsico, y fue finalmente puesto fuera de servicio el 31 de marzo de 1992, aunque permaneció en el registro de barcos de la armada estadounidense hasta enero de 1995. En 1998 fue donado a la USS Missouri Memorial Association y se convirtió en barco museo en Pearl Harbor, Hawái.

## El buque
El USS Missouri, apodado por su tripulación como Mighty Mo o como Big Mo, era un buque de guerra con el concepto de las décadas de 1920 y 1930, posteriores a la Primera Guerra Mundial: quien poseía el buque con la mejor combinación de tamaño, velocidad, poder de fuego y protección, era el vencedor. Pero lo referente al tamaño estaba limitado por dos cuestiones. La primera era un acuerdo firmado por las naciones más poderosas de esa época, que limitaba el desplazamiento de los buques. La segunda era la medida de manga máxima de 33 m que imponía el canal de Panamá, lugar por el que tarde o temprano pasaban las embarcaciones de la época para sus misiones en el Pacífico.
Cuando se revocó el Tratado naval de Washington, que limitaba el desplazamiento de los buques a un máximo de 35 000 toneladas, la US Navy no tardó en empezar a construir una nueva línea de enormes acorazados. Estos barcos, incluyendo las clases North Carolina y South Dakota, estaban armados con cañones de 406 mm, tenían un blindaje superior al estándar y alcanzaban los 27 nudos. La clase Iowa, con una velocidad máxima de 33 nudos, nació por la necesidad de buques más rápidos que pudieran actuar junto a los cruceros y los portaaviones.
Por su apariencia, desde un comienzo los buques de la clase Iowa prometían mucho. La Armada pretendía con estos buques oponerse a la Clase Yamato que suponía embarcaban artillería de 406 mm. 
El BB-63 Missouri era el cuarto buque de un programa que tenía prevista la construcción de un total de seis, su quilla fue puesta en grada el 6 de enero de 1941, botándose el 29 de enero de 1944, y se entregó completo al 100 % el 11 de junio de ese mismo año. Datos oficiales de esa época determinan que el coste del buque fue de más de 100 millones de dólares estadounidenses.

### Datos del buque
Con un desplazamiento de casi 58 000 t, 262 m de eslora en la línea de flotación y 32,92 m de manga, estaba impulsado por ocho calderas Babcock & Wilcox, que alimentaban cuatro turbinas a engranajes General Electric, acopladas cada una de ellas a su respectiva hélice (dos de cuatro palas y dos de cinco palas), de 122 t de peso cada una. Este buque almacenaba 7743 t de combustible, con las cuales podía recorrer 28 500 km. 
Poseía unos 150 kilómetros de tuberías, 15 000 válvulas de todo tipo, 2500 juegos de cubiertos, platos y vasos, 1500 literas, 1000 motores eléctricos, 844 puertas, 852 tomas de aire y 161 escotillas, entre otras cosas. En las cocinas se utilizaban diariamente alrededor de 9000 l de agua potable. La provisión de los almacenes de comestibles y pertrechos, en puerto, llegaba a durar hasta tres semanas completas trabajando las 24 horas del día sin pausa. En este tipo de buques fue donde se gestó la idea de asignarle a cada uno de ellos un código postal propio, para que el correo nacional de los Estados Unidos no tuviese que remitir la correspondencia a la misma Marina para su redistribución, hecho que se llevaría a cabo con posterioridad para con los portaaviones.
También contaba con tres lanchas para treinta hombres cada una y dos hidroaviones situados a popa, que eran recuperados por grúa y lanzados por catapultas de vapor y fueron sustituidos en los años 1980 por una zona para el apontaje de helicópteros.

### Blindaje
Este buque estaba clasificado como invulnerable en el mar y prácticamente no poseía enemigos de superficie (salvo la clase Yamato). Sin embargo, su sistema de blindaje vertical interno le hacía embarcar grandes cantidades de agua ante impactos directos de ojivas de calibre medio y superior y de cualquier torpedo así como fallos cercanos de cualquier bomba, lo que podía hacerle escorar y exponer su blindaje horizontal a la peligrosa trayectoria de proyectiles de grueso calibre lanzados desde cualquiera de sus congéneres de la época. Su protección estaba dada por dos factores, su coraza y su potencial de fuego. En teoría estaba preparado para recibir impactos directos de los cañones de 457 mm del buque japonés Yamato (su rival natural y competidor directo), desde una distancia aproximada de 15 km, pero la calidad del blindaje estadounidense de la época no era de fiar. Con un casco de triple fondo de acero y un cinturón blindado de 337 milímetros de espesor, este buque era prácticamente indestructible. Incluso en la actualidad, sería únicamente dañado por un arma nuclear, o por un bombardeo extremo de aviones de combate.[cita requerida].

### Armamento
Su principal arma de fuego eran sus nueve cañones de 406 mm y 20,4 m de largo y 108 000 kg, agrupados en tres torretas, que podían hacer blanco a 39 kilómetros. Originalmente fueron diseñados para dos tipos de munición: una perforante para el trabajo antibuque y otra de alto poder explosivo para el uso contra blancos no blindados y el bombardeo de la costa, pudiendo usar al final de su vida una gran variedad de tipos de munición, que iban desde las perforantes hasta las ojivas nucleares tácticas llamadas "Katies" (del "kt" para kilotón).
Datos ilustrativos del poder de fuego de estos cañones son que, al abandonar la boca del cañón, el obús, de 1,80 m de longitud y 1225 kg de peso, tiene una velocidad inicial de 825 m/s y es capaz de penetrar una muralla de hormigón armado de nueve metros de espesor y, en su alcance máximo, pasa un minuto y medio en vuelo.
Las torretas 1 y 3 se extienden verticalmente en cuatro cubiertas, mientras que la torreta 2 ocupa cinco. Los espacios más bajos contienen los cuartos para manejar los proyectiles y almacenar las bolsas del propelente usadas para disparar los cañones. Cada torreta requería un equipo de 94 hombres para operarla.
Las torretas como era usual en las Armadas, no se unen realmente a la nave; se asientan sobre rodillos, lo que implica que si la nave volcara las torretas se desprenderían. Cada una cuesta 1,4 millones de dólares, sin contar el coste de los cañones.

Sección de la torreta.

Las torretas son de «tres cañones individuales», y no «triples», porque cada cañón se puede elevar y disparar independientemente. La nave podría disparar con cualquier combinación de sus cañones, incluyendo los nueve a un costado. Contrariamente al mito, el buque, no se mueve perceptiblemente de lado cuando hace fuego de este modo. Los cañones se pueden elevar de –5° a +45°, moviéndose con una velocidad de hasta 12° por segundo. Las torretas se pueden rotar 300° a una velocidad cercana a cuatro grados por segundo y se pueden incluso disparar detrás más allá de la viga, en lo que se llama a veces «sobre el hombro». Las armas nunca disparan directamente hacia delante.
Cuando entró en servicio, la vida media de las cañas de estos cañones era de 290 disparos debido al nitrato de celulosa. Tras la Segunda Guerra Mundial, la Armada de los Estados Unidos cambió el propelente a difenilamina, la vida media subió a 350 disparos; posteriormente subió aún más gracias al empleo de diversos tipos de ceras.
En su modernización en la década de 1980, cada torreta incorporó un radar DR-810 que medía la velocidad en la boca de cada cañón, y que hizo más fácil predecir a qué velocidad los disparos tenían éxito. Junto con la dirección de control de tiro Mark 160 y la mejora del propelente, estos cañones fueron los más precisos del acorazado.
La batería secundaria, compuesta por 20 cañones de 127 mm en ajustes dobles, podía impactar a 14 km de distancia y era de doble propósito, pudiendo usarse tanto en un papel antiaéreo como para defensa de la nave contra unidades de superficie o amenazas aerotransportadas.
Cada afuste gemelo pesaba 77 399 kg y tenía un equipo de 13 hombres.
Cuando fueron asignados, estos acorazados llevaban un temible arsenal de cañones antiaéreos, ya que fueron diseñados para proteger a los portaaviones en el teatro de operaciones del Pacífico; 76 cañones automáticos Bofors 40 mm en afustes cuádruples y 52 cañones Oerlikon 20 mm en montajes simples.
El reemplazo para los cañones Bofors fue el Phalanx de la US Navy, durante su modernización en la década de 1980. Cada acorazado de la clase Iowa fue equipado con cuatro montajes del Phalanx CIWS. Los Iowa, New Jersey, y Missouri fueron equipados con la versión del bloque 0 del Phalanx, mientras que el Wisconsin recibió la primera versión operacional del bloque 1 en 1988. Convertido en la línea de defensa final (defensa terminal o defensa del punto) contra los misiles antibuque, el sistema de arma de acercamiento (CIWS) Phalanx es el arma antiaérea/antimisil en uso en la Marina de guerra de Estados Unidos. Debido a su forma distintiva, se han apodado "R2D2s", en referencia al droid R2-D2 de Star Wars. El montaje del Phalanx CIWS utiliza un cañón rotativo M61 Vulcan de 20 milímetros para destruir los misiles enemigos y los aviones.
Los montajes Phalanx CIWS fueron utilizados por el "Missouri" durante la guerra 1991 del Golfo, durante un incidente de "fuego amigo" en el que la fragata de la Clase Oliver Hazard Perry USS Jarrett le dirigió un misil.
El misil de ataque a tierra BGM-109 Tomahawk fue introducido en los años 1970, y se incorporó al servicio en 1983. Diseñado como misil de largo alcance, para cualquier estación, el Tomahawk es capaz de alcanzar blancos en un rango mucho mayor que las armas de 406 mm.
Debido al diseño original de 1938 del acorazado, los misiles Tomahawk no cabían, a menos que los acorazados fueran reconstruidos físicamente. La instalación de los misiles implicó retirar los cañones antiaéreos de 20 y 40 mm instalados en los buques clase Iowa y la retirada de diez afustes de 127 mm. La popa de los acorazados fue entonces reconstruida para acomodar los compartimientos del misil. Cada lanzador lleva cuatro misiles, y cada uno de los acorazados fue equipado con ocho lanzadores, permitiendo al Missouri lanzar un total de 32 misiles Tomahawk.
El tipo de Tomahawk embarcado varía, pues hay tres configuraciones básicas para el Tomahawk: misil antibuque (TASM), misil convencional de ataque a tierra (TLAM-C) y misil nuclear de ataque a tierra (TLAM-N). Cada versión es similar en aspecto y utiliza el mismo cuerpo y lanzador.
Los clase Iowa se equipan además con el sistema de misiles antibuque Harpoon RGM-84, instalados también en su modernización de los 80, contando con dos lanzadores de cuatro misiles (uno a cada banda) que son capaces de hacer blanco a 140 kilómetros.

## Historial

### Segunda Guerra Mundial

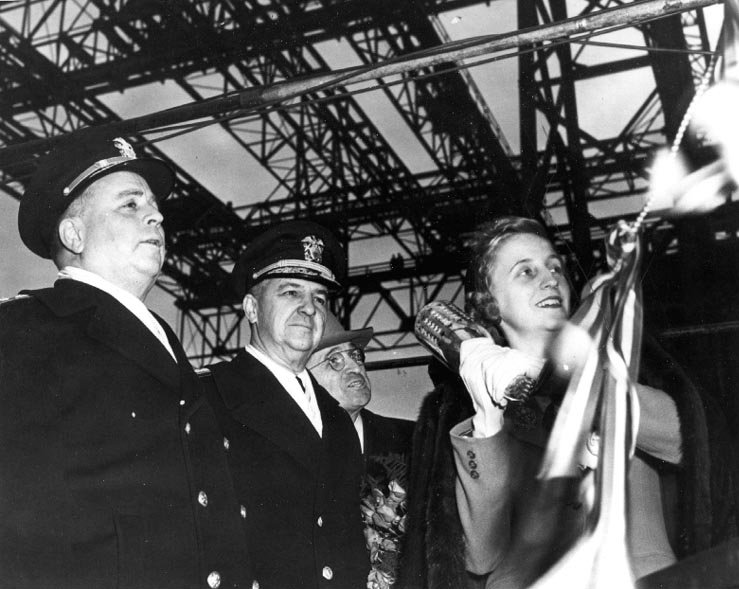
Margaret Truman en la botadura del Missouri

Después de ensayos de mar en Nueva York y de prácticas de batalla en la bahía de Chesapeake, el Missouri salió de Norfolk el 11 de noviembre de 1944, y tras atravesar el Canal de Panamá el 18 de noviembre llegó el 14 de diciembre a San Francisco para formar parte de una flotilla de la que fue el buque insignia, dirigiéndose luego a Pearl Harbor, donde llegó finalmente el 24 de diciembre. Partió de Hawái el 2 de enero de 1945 llegando a Ulithi el 13 de enero, donde fue temporalmente cuartel general del Vicealmirante Marc A. Mitscher. El acorazado salió a la mar el 27 de enero de 1945 para servir en la escolta del Lexington y el 16 de febrero lanzaron el primer ataque aéreo contra Japón desde el ataque de Doolittle.
El Missouri fue destinado junto con los portaaviones a Iwo Jima, donde sus armas principales prestaron un continuo apoyo en el desembarco e invasión. Después del regreso de la Task Force 58 a Ulith el 5 de marzo, el Missouri fue asignado al grupo del Yorktown (Task Force 50, a las órdenes del vicealmirante Marc Mitscher). El 14 de marzo partió de Ulithi con su grupo para atacar la costa de Japón; en el transcurso de estas operaciones derribó cuatro aviones japoneses.
En esas batallas, dos bombas penetraron en el hangar de cubierta del Franklin. El crucero USS Pittsburgh remolcó al Franklin mientras el Missouri cubría la retirada hacia Ulithi hasta el 22 de marzo; después fijaron los planes de la preinvasión y el bombardeo de Okinawa.
El Missouri se unió a los acorazados rápidos de la Task Force 58 en el bombardeo de la costa suboriental de Okinawa el 24 de marzo, donde llevaron a cabo una acción de reconocimiento para evaluar la fuerza enemiga en las playas del oeste de la costa, que serían el sitio real de los aterrizajes en la invasión. Los aviones conformaron la fuerza de ataque japonesa conducida por el Yamato el 7 de abril. El Yamato fue hundido, al igual que un crucero y un destructor por la aviación embarcada de los portaaviones estadounidenses. Otros tres destructores enemigos fueron dañados y se fueron a pique. Los cuatro únicos destructores supervivientes de la flota atacante fueron dañados y se retiraron a Sasebo. 

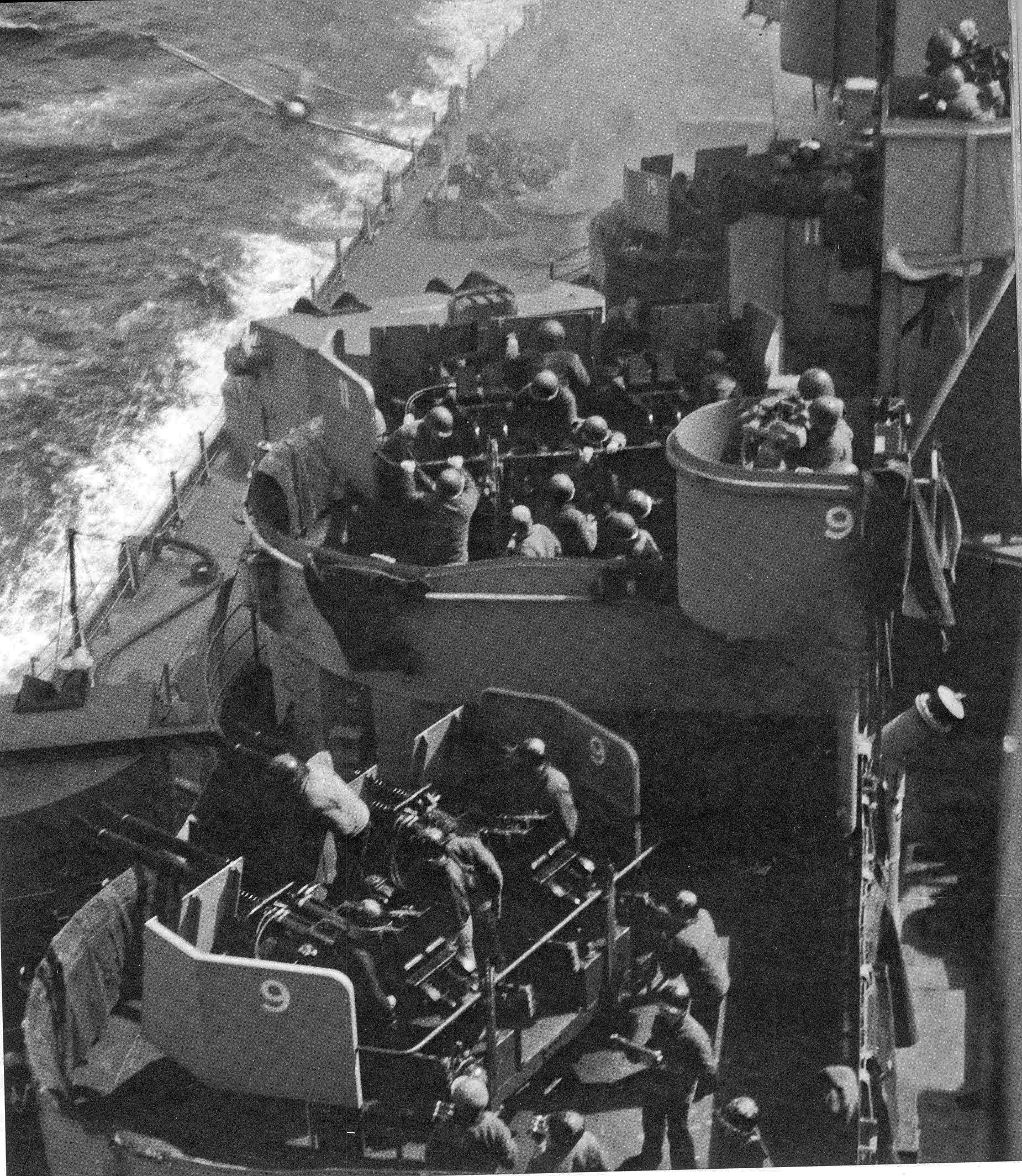
Un kamikaze japonés (Zero) a punto de impactar al Missouri.

El 11 de abril el Missouri recibió el impacto de un kamikaze en vuelo rasante que penetró la cortina de fuego antiaéreo y se estrelló en el lado de estribor, justo debajo de su cubierta principal.  
El ala de estribor del avión salió despedida y su gasolina incendió el montaje número 3 de 127 milímetros. Con todo, el acorazado solamente fue dañado superficialmente por el fuego, que fue puesto rápidamente bajo control.
Restos del cuerpo del piloto fueron recuperados a bordo de la nave detrás de una de las armas de 40 milímetros. El capitán, William M. Callaghan, decidió que el joven piloto japonés había hecho su trabajo, al máximo de su capacidad y con honor y que merecía un entierro militar. No toda la tripulación estuvo de acuerdo con esa decisión; el piloto seguía siendo su enemigo y había intentado matarles, pero las órdenes del capitán fueron respetadas y el día siguiente enterraron al piloto en el mar con honores militares.
A las 23:05 del 17 de abril, el Missouri detectó un submarino enemigo a 12 millas de su posición. Su informe posibilitó que se iniciara la caza del submarino, en la que participaron el portaaviones Bataan y cuatro destructores que hundieron al submarino japonés I-56.
El Missouri se separó de la fuerza de portaaviones de Okinawa el 5 de mayo y navegó hacia la base Ulithi. El resumen de sus resultados en la campaña de Okinawa fue: había derribado cinco aviones enemigos y colaborado en la destrucción de otros seis, ayudó a rechazar 12 ataques a la luz del día de bombarderos enemigos y luchó en cuatro ataques nocturnos contra su escuadra. Bombardeó la costa, donde destruyó varios emplazamientos y estructuras militares, gubernamentales e industriales.
El Missouri llegó a Ulithi el 9 de mayo y partió hacia el puerto de Apra, Guam, el 18 de mayo. Esa misma tarde, el almirante William F. HalseyJr., comandante de la tercera flota de los Estados Unidos, izó en él su bandera. Hasley, que era un almirante de cuatro estrellas, fue promovido en diciembre de 1945 al rango de fleet admiral, ganando su quinta estrella. Partió de nuevo el 21 de mayo, y el 27 estaba de nuevo bombardeando posiciones japonesas en Okinawa.
El Missouri encabezaba ahora la 3.ª Flota, dirigiendo ataques contra los campos de aviación e instalaciones en Kyushu, el 2 y 3 de junio. Algunas instalaciones de su superestructura se dañaron debido a una fuerte tormenta sufrida entre el 5 y el 6 de junio, pero el Missouri no sufrió ningún daño importante. Su flota estuvo de nuevo en Kyushu el 8 de junio, donde sufrió un bombardeo combinado aire-tierra y tuvo que retirarse hacia Leyte. Llegó a San Pedro el 13 de junio, después de casi 3 meses de operaciones continuas en la batalla de Okinawa. 
Allí se preparó para dirigir a la 3.ª Flota en un golpe al corazón de Japón. Las incursiones llegaron a Tokio por sorpresa el 10 de julio, a lo que siguió la devastación en Honshu y en Hokkaidō los días 13 y 14 de julio. Por primera vez, se asistía a una destrucción tan importante de objetivos terrestres con fuego naval.
Durante la noche del 17 al 18 de julio el Missouri bombardeó objetivos industriales en el área de Hichiti, Honshu. Los ataques aéreos continuaron durante el 25 de julio de 1945, y el Missouri protegió a los portaaviones mientras estos lanzaban duros ataques contra las capitales japonesas. A finales de julio los japoneses habían perdido el control sobre sus aguas. 
El Missouri había conducido a su flota a la victoria controlando el aire, el mar, e incluso las orillas del país nipón. La resistencia en Hokkaidō y al norte de Honshu finalizó el 9 de agosto, el día en que caía la segunda bomba atómica. A las 20:54 del día siguiente, de forma extraoficial, corrían las noticias de que Japón estaba listo para rendirse, a condición de que se respetase la soberanía del Emperador. Fue a las 07:45 del 15 de agosto, cuando a bordo del acorazado se escucharon las palabras del presidente Truman anunciando la rendición incondicional de Japón.

### Fin de la Segunda Guerra Mundial
El Missouri transfirió una partida de 200 oficiales y hombres al acorazado Iowa para conformar las fuerzas de la ocupación de Tokio el 21 de agosto. El Missouri entró en la bahía de Tokio el 29 de agosto para prepararse para la ceremonia formal de la rendición.

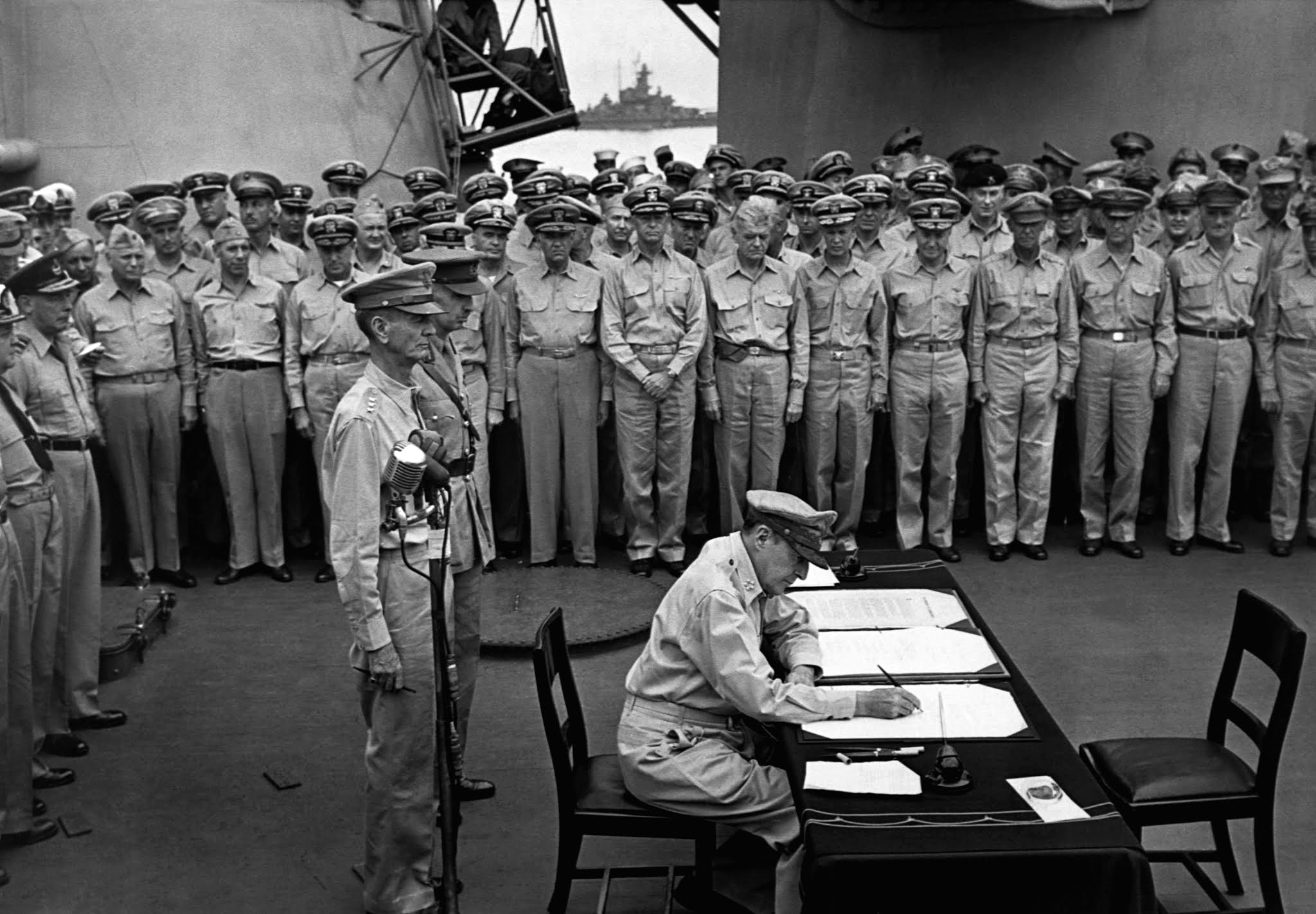
La dotación del Missouri, presente durante la firma de Douglas MacArthur en la ceremonia de rendición en cubierta, el 2 de septiembre de 1945. La rendición incondicional del Japón a los Aliados puso fin oficialmente a la II Guerra Mundial.

El acontecimiento de mayor importancia del que ha sido testigo este gigante del mar ocurrió el 2 de septiembre de 1945 en la cubierta de este buque; fue la firma de la rendición formal por parte de Japón a las Fuerzas Aliadas en la Segunda Guerra Mundial. Este día se recibió a bordo a los militares de alto rango de todas las Fuerzas Aliadas. El almirante Chester Nimitz subió a bordo poco después de las 08:00, y el general del ejército Douglas MacArthur, comandante supremo de los Aliados, lo hizo a las 08:43. Los representantes japoneses, dirigidos por el ministro de Asuntos Exteriores, Mamoru Shigemitsu, llegaron pocos minutos después, a las 08:56. 
Durante la ceremonia de rendición la cubierta del Missouri estaba apenas adornada con dos banderas estadounidenses. Una había ondeado en el mástil de la nave de Comodoro Matthew Perry, cuando este navegó en esa misma bahía, casi un siglo antes, para impulsar la apertura de los puertos de Japón al comercio exterior. La otra bandera que ondeaba en el acorazado, anclado en la bahía de Tokio (no había ondeado sobre la Casa Blanca o el edificio del Capitolio de Estados Unidos el 7 de diciembre de 1941) era «... apenas una bandera reglamentaria, propiedad de un soldado enrolado en el ejército».
Eran las 09:02 cuando el general MacArthur caminó hacia la batería de micrófonos y empezó la ceremonia de la rendición, cuya difusión esperaba todo el mundo. A las 09:30 los representantes japoneses abandonaron el barco.
En la tarde del 5 de septiembre el almirante Hasley trasladaba su insignia al acorazado South Dakota y al día siguiente el Missouri partió, primero rumbo a Guam y después a Pearl Harbor, donde llegó el 20 de septiembre. El 28 de septiembre ondeó en él la insignia del Almirante Nimitz para una recepción.

### La guerra fría

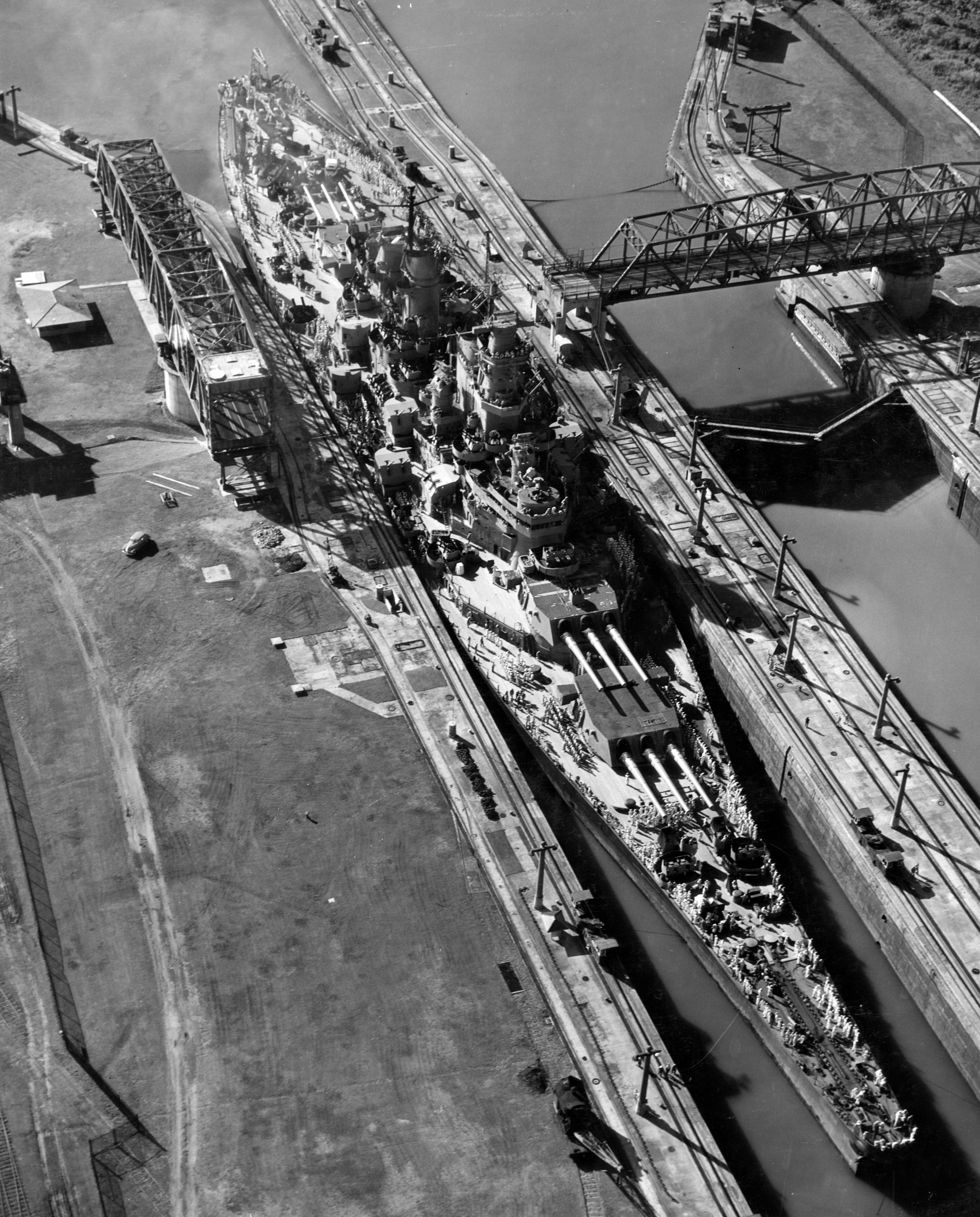
El Missouri cruzando el canal de Panamá, en ruta a los Estados Unidos, en octubre de 1945.

Al día siguiente, el Missouri salió de Pearl Harbor hacia la costa este de los Estados Unidos, alcanzando Nueva York el 23 de octubre de 1945, donde ondeó la bandera del comandante de las fuerzas del Atlántico, Jonas Ingram, de la US Navy. Cuatro días más tarde, el Missouri efectuó el saludo de 21 salvas al presidente Truman, a bordo para las ceremonias del Día de la Marina.
Después de su reacondicionamiento en el astillero naval de Nueva York realizó una travesía de entrenamiento en Cuba, y luego el Missouri volvió a Nueva York. La tarde del 21 de marzo de 1946 se embarcaron los restos del embajador turco en Estados Unidos, Mehmet Münir Ertegün. Zarpó el 22 de marzo rumbo a Gibraltar y 5 de abril llegó al Bósforo, rindiendo honores, incluida una salva de 19 disparos de artillería durante la entrega de los restos de embajador y sus funerales.
Salió de Estambul el 9 de abril y entró en la bahía de Phaleron (Pireo, Grecia) al día siguiente, para recibir una recepción abrumadora de los oficiales y personal del gobierno griego; era la época en que la Unión Soviética buscaba extender su influencia en la región mediterránea, y la opción más clara era el país heleno. Las demandas soviéticas acabaron con una concesión de Turquía en las islas de Dodecaneso y el control común de los estrechos turcos que conducían del mar Negro al Mediterráneo. El viaje del Missouri al Mediterráneo del este dio comodidad a Grecia y a Turquía. Los medios de comunicación proclamaron al acorazado un símbolo del interés de Estados Unidos en preservar la libertad griega y turca, plasmada en la decisión de desplegar una flota en el Mediterráneo.
El Missouri salió del Pireo el 26 de abril, haciendo escala en Argel y Tánger antes de llegar a Norfolk el 9 de mayo. Posteriormente partió hacia isla Culebra, en Puerto Rico, el 12 de mayo, para unirse a la 8.ª Flota del almirante Mitscher y empezar el entrenamiento con las primeras maniobras atlánticas de la posguerra. El acorazado volvió a Nueva York el 27 de mayo, y pasó el año siguiente en aguas costeras, patrullando desde el Atlántico Norte hasta el mar Caribe en varios ejercicios de entrenamiento. El 13 de diciembre, durante un ejercicio de práctica de tiro en el Atlántico Norte, un disparo de artillería impactó en el acorazado accidentalmente, pero afortunadamente no ocasionó daños. El Missouri llegó a Río de Janeiro el 30 de agosto de 1947, para la Conferencia Interamericana sobre el Mantenimiento de la Paz y de la Seguridad del Hemisferio. El Presidente Truman embarcó el 2 de septiembre para celebrar la firma del tratado de Río que amplió la Doctrina de Monroe, estipulando que un ataque contra uno de los estados americanos signatarios sería considerado un ataque contra todos. La familia de Truman subió al Missouri el 7 de septiembre para volver a los Estados Unidos y desembarcó en Norfolk el 19 de septiembre. El reacondicionamiento en Nueva York (del 23 de septiembre al 10 de marzo de 1948) fue seguido del entrenamiento en Guantánamo. El acorazado salió de Norfolk el 1 de noviembre para una segunda travesía ártica de tres semanas de entrenamiento con clima frío en el Estrecho de Davis.
En los dos años siguientes, el Missouri participó en los ejercicios atlánticos, desde la costa de Nueva Inglaterra al Caribe. Sufrió otro reacondicionamiento en el astillero naval de Norfolk, desde el 23 de septiembre de 1949 al 17 de febrero de 1950.
Durante la última mitad de los años 1940 varias ramas del servicio de los Estados Unidos habían sido dadas de baja en sus inventarios de la Segunda Guerra Mundial. En la Marina de guerra esto dio lugar a que varios buques de distintos tipos fueran desarmados y vendidos para el desguace o puestos en una de las flotas de la reserva de la U.S. Navy dispersadas a lo largo de las costas este y oeste de los Estados Unidos. Como parte de esta desactivación masiva, tres de los acorazados de la clase Iowa fueron desactivados y desarmados; sin embargo, el presidente Truman rechazó que el Missouri fuera desarmado. Contra el consejo del secretario de defensa Louis Johnson, del secretario de la US Navy John L. Sullivan, y del jefe de operaciones navales Louis E. Denfeld, Truman ordenó que el Missouri fuera mantenido en la flota activa en parte debido a su cariño por el acorazado y en parte porque el acorazado había sido amadrinado por su hija Margaret Truman.

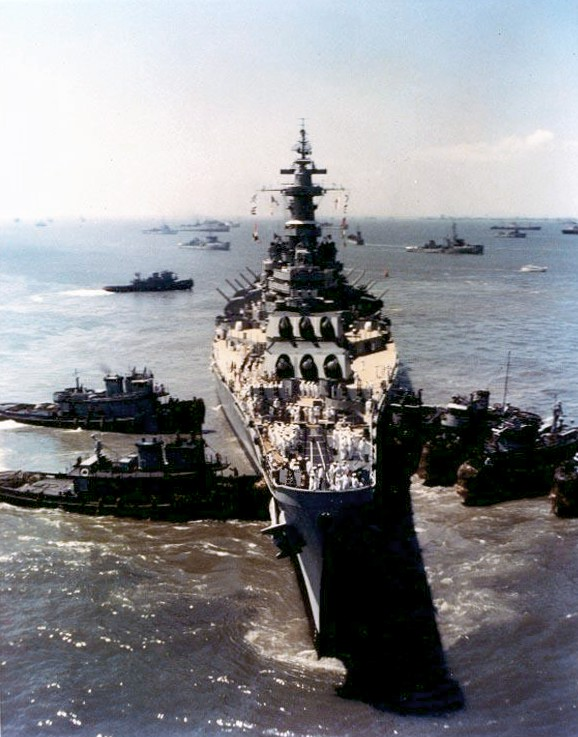
El Missouri embarrancado (1950).

En esos momentos el Missouri era el único acorazado activo de la Armada de los Estados Unidos. En una misión de entrenamiento en Hamptoms Roads, embarrancó en un bajío el 17 de enero de 1950. Con la ayuda de remolcadores, pontones, y de la marea entrante, fue puesto de nuevo a flote el 1 de febrero y reparado a continuación.

### Corea
En 1950 Corea del Norte invadió Corea del Sur, dando lugar a que los Estados Unidos intervinieran en nombre de las Naciones Unidas. Como parte de las fuerzas navales, acudió el Missouri, que fue llamado desde la Flota del Atlántico, partiendo desde Norfolk.
Fue el único acorazado activo en la guerra de Corea. El Missouri llegó al oeste de Kyushu el 14 de septiembre y bombardeó Samcheok el 15 de septiembre en un movimiento coordinado con el desembarco de Inchon. En compañía del crucero Helena y dos destructores, ayudó a preparar la ofensiva del ejército.
El Missouri llegó a Inchon el 19 de septiembre, y el 10 de octubre se convirtió en buque insignia del almirante J. M. Higgins, comandante de la 5.ª División de Cruceros. Llegó a Sasebo el 14 de octubre, donde se convirtió en buque insignia del vicealmirante A. D. Struble, comandante de la 7.ª Flota. Después de proteger al portaaviones Valley Forge a lo largo de la costa este de Corea, condujo las misiones del bombardeo del 12 de octubre al 26 de octubre en las áreas de Chongjin, Tanchon y Wonsan, donde protegió otra vez a los portaaviones hacia el este de Wonsan.
Los desembarcos anfibios de MacArthur en Inchon habían roto las líneas del ejército norcoreano; consecuentemente, el ejército de Corea del Norte había comenzado una retirada muy larga de Corea del Sur hacia Corea del Norte. Esta retirada fue supervisada de cerca por la República Popular China por miedo a que la ofensiva de la ONU contra Corea creara un país capitalista en la frontera de China, y pudiera concluirse en una guerra de las Naciones Unidas contra China. La última de estas dos amenazas se había manifestado ya durante la guerra de Corea: los F-86 Sabre de los Estados Unidos, en patrulla en "MiG Alley" (Callejón MIG), cruzaron con frecuencia a China mientras que perseguían Migs norcoreanos que operaban fuera de bases aéreas chinas.
Por otra parte, había comentarios entre los comandantes de Naciones Unidas sobre una campaña potencial contra la República Popular China. En un esfuerzo de disuadir a las fuerzas de Naciones Unidas de tomar totalmente Corea del Norte, la República Popular China publicó advertencias diplomáticas de que utilizarían la fuerza para proteger la PRC, pero estas advertencias no fueron tomadas seriamente por varias razones, entre ellas el hecho de que la marcha de China carecía de cobertura aérea para conducir tal ataque. Esto cambió precipitadamente el 19 de octubre de 1950, cuando las primeras fuerzas de un total de 380 000 soldados del Ejército de Liberación Popular, al mando del general Peng Dehuai, cruzaron a Corea del Norte, lanzando un asalto completo contra el avance de la ONU. La ofensiva china cogió a la ONU totalmente por sorpresa, teniendo sus fuerzas que efectuar una retirada de emergencia. Para cubrir esta retirada, el USS Missouri fue desplazado a Hungnam el 23 de diciembre para proporcionar fuego de cobertura sobre el perímetro hasta que la 3.ª división de infantería de defensa de Hungnam fue evacuada por el mar el 24 de diciembre de 1950.

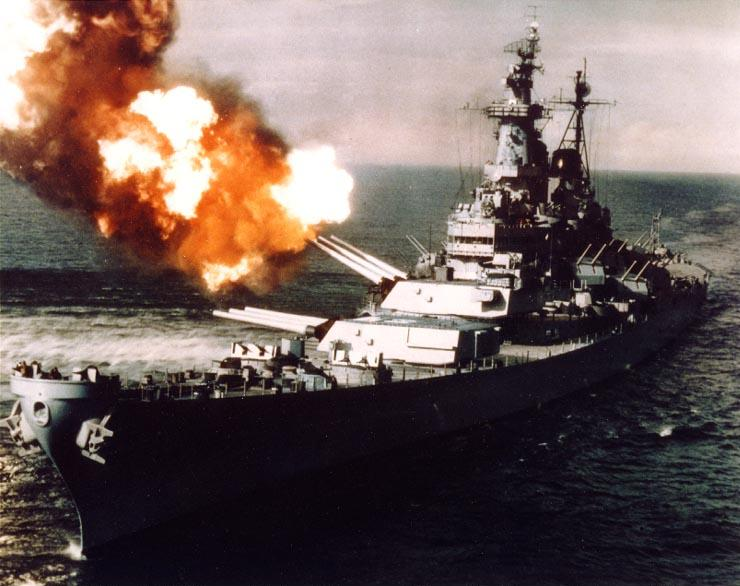
El Missouri disparando su artillería principal contra posiciones enemigas durante la guerra de Corea. Nótese el efecto en el agua bajo sus cañones.

El 19 de marzo de 1951 partió de Corea. Llegó Yokosuka el 24 de marzo, y fue relevado 4 días más tarde. Partió de Yokosuka el 28 de marzo, y llegó a Norfolk el 27 de abril, convirtiéndose en el buque insignia del almirante James L. Holloway, Jr., comandante de Acorazados-Cruceros de la Flota Atlántica. Durante el verano de 1951 realizó a dos travesías de entrenamiento a Europa. El Missouri entró en el astillero naval de Norfolk el 18 de octubre de 1951 para un reacondicionamiento, que duró hasta el 30 de enero de 1952.
Después del entrenamiento del invierno y la primavera en la bahía de Guantánamo, el Missouri visitó Nueva York, volviendo a Norfolk el 9 de junio para otra travesía de instrucción, volviendo a Norfolk el 4 de agosto para prepararse para un segundo viaje en la zona de combate coreana.
El Missouri partió de Hampton Roads el 11 de septiembre de 1952 y llegó Yokosuka el 17 de octubre, portando la bandera del vicealmirante Joseph J. Clark, comandante de la 7.ª Flota, el 19 de octubre. Su misión primaria era proporcionar ayuda artillera desde alta mar, bombardeando los objetivos enemigos en el área de Chaho-Tanchon, en Chongjin; en el área de Tanchon-Sonjin, en Chaho, Wonsan, Hamhung y Hungnam durante el período el 25 de octubre al 2 de enero de 1953.
La última misión de artillería del Missouri fue contra el área de Kojo el 5 de marzo, sufriendo el 6 de marzo de 1953 la muerte de su capitán Warner R. Edsall por un ataque de corazón fatal mientras navegaba a través de la red antisubmarina en Sasebo. Fue relevado como buque insignia de la Flota el 6 de abril por el New Jersey.
El Missouri partió de Yokosuna el 7 de abril de 1953, llegando a Norfolk el 4 de mayo, convirtiéndose en el buque insignia del almirante E. T. Woolridge, comandante de Acorazados-Cruceros de la Flota Atlántica.
Partió de Norfolk 7 de junio como buque insignia en un crucero de entrenamiento de guardiamarinas a Lisboa y Cherburgo. Durante este viaje, al Missouri se le unieron los otros tres acorazados de la clase, USS New Jersey, USS Wisconsin y USS Iowa. Fue la única ocasión en que los cuatro buques navegaron juntos.

### Pase a la reserva

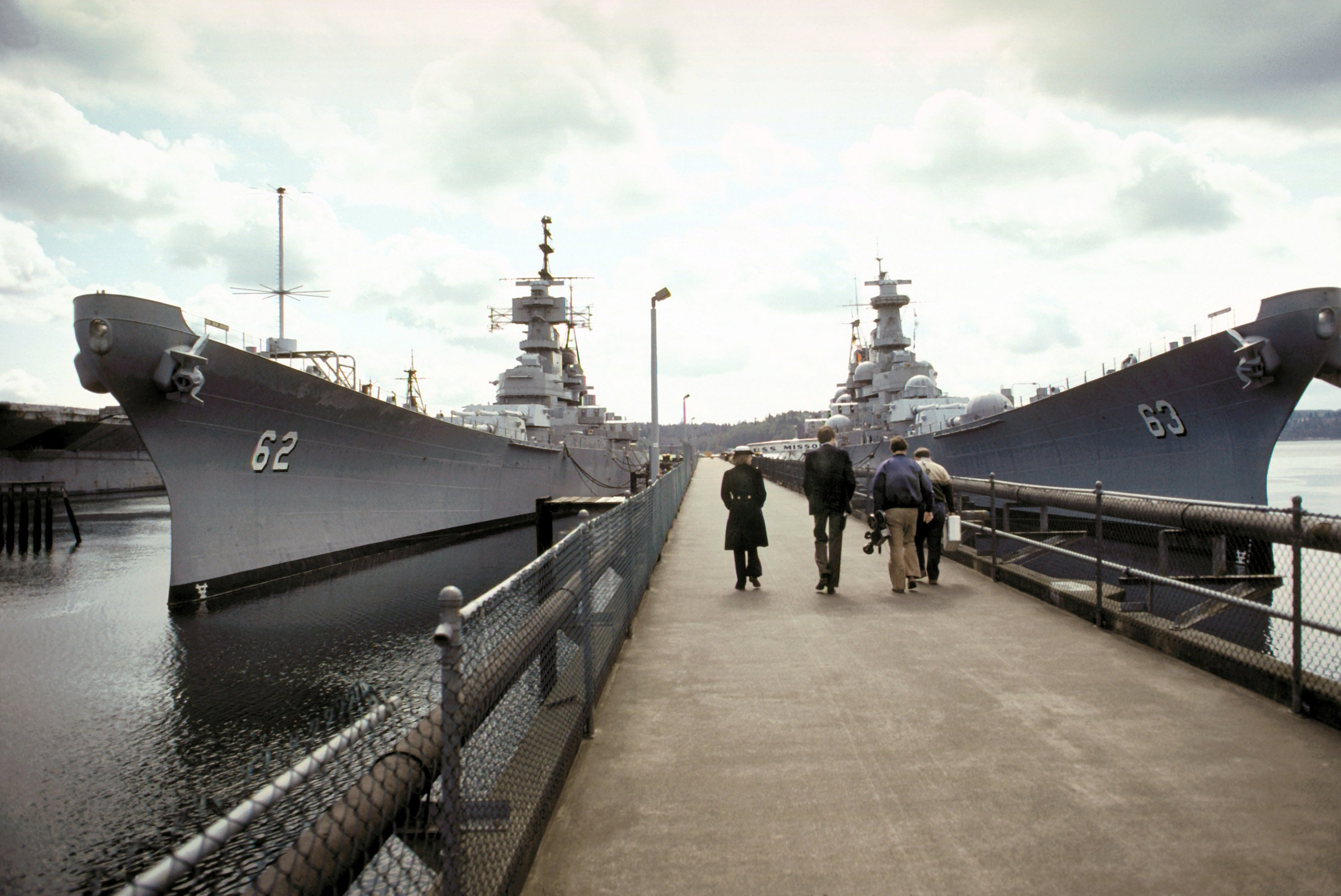
El Missouri y el New Jersey en la reserva (1981).

Retornó a Norfolk el 3 de agosto y partió de nuevo el 23 de agosto para su desactivación en la costa Oeste, siendo llevado a Long Beach y San Francisco. El Missouri llegó a Seattle el 15 de septiembre de 1954. Tres días después, entró en Puget Sound Naval Shipyard, donde fue dado de baja el 26 de febrero de 1955, entrando a formar parte del grupo de Bremerton, de la flota de reserva del Pacífico. Siguió siendo parte de la US Navy y centro popular de atención en Bremerton. Cada año aproximadamente 100 000 visitantes subían a la embarcación, especialmente con la intención de ver la cubierta donde se firmó la rendición de Japón.

### Reactivación

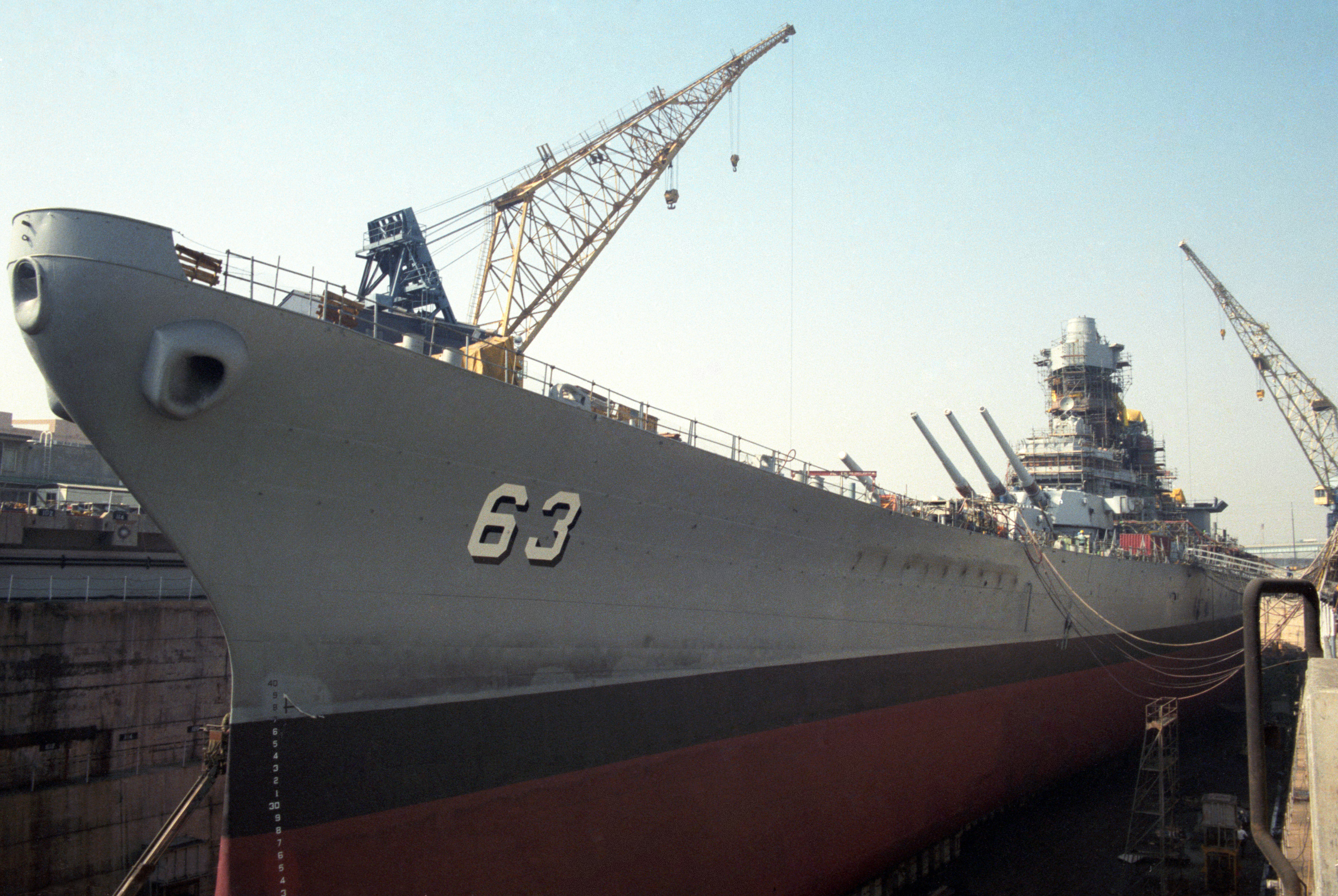
USS Missouri en el dique seco durante su modernización en Long Beach Naval Shipyard en 1985.

Permaneció tres décadas en la reserva. Como parte del plan de la US Navy 600-ship, se renovó en Long Beach Naval Yard en el verano de 1984 y se modernizó por completo con los sistemas de armas electrónicas más punteros y misiles crucero, siendo retiradas las piezas de 20 y 40 mm. Fue formalmente reasignado en San Francisco el 10 de mayo de 1986, ante 10 000 personas. Cuatro meses después de su reactivación, partió de su nuevo puerto base en Long Beach para un crucero alrededor del mundo con el mensaje «Fortaleza para la libertad», visitando Hawái, Australia incluyendo Tasmania, Diego García, Egipto, Turquía, Italia, España, Portugal y Panamá.
El Missouri fue el primer acorazado que circunnavegó el globo desde la Gran Flota Blanca de Theodore Roosevelt 80 años antes, flota en la que estaba incluido el USS Missouri (BB-11), el primer acorazado con dicho nombre.
En los primeros meses de 1989 se encontraba el buque en el astillero naval de Long Beach para el mantenimiento general. La cantante americana Cher filmó su polémico vídeo musical de If I Could Turn Back Time a bordo, con la tripulación como complemento. Algunos meses más adelante, el acorazado salió para el ejercicio pacífico (PacEx)'89, donde el Missouri y su gemelo el New Jersey realizaron una demostración simultánea de fuego para los portaaviones Enterprise y Nimitz.

### Guerra del Golfo Pérsico

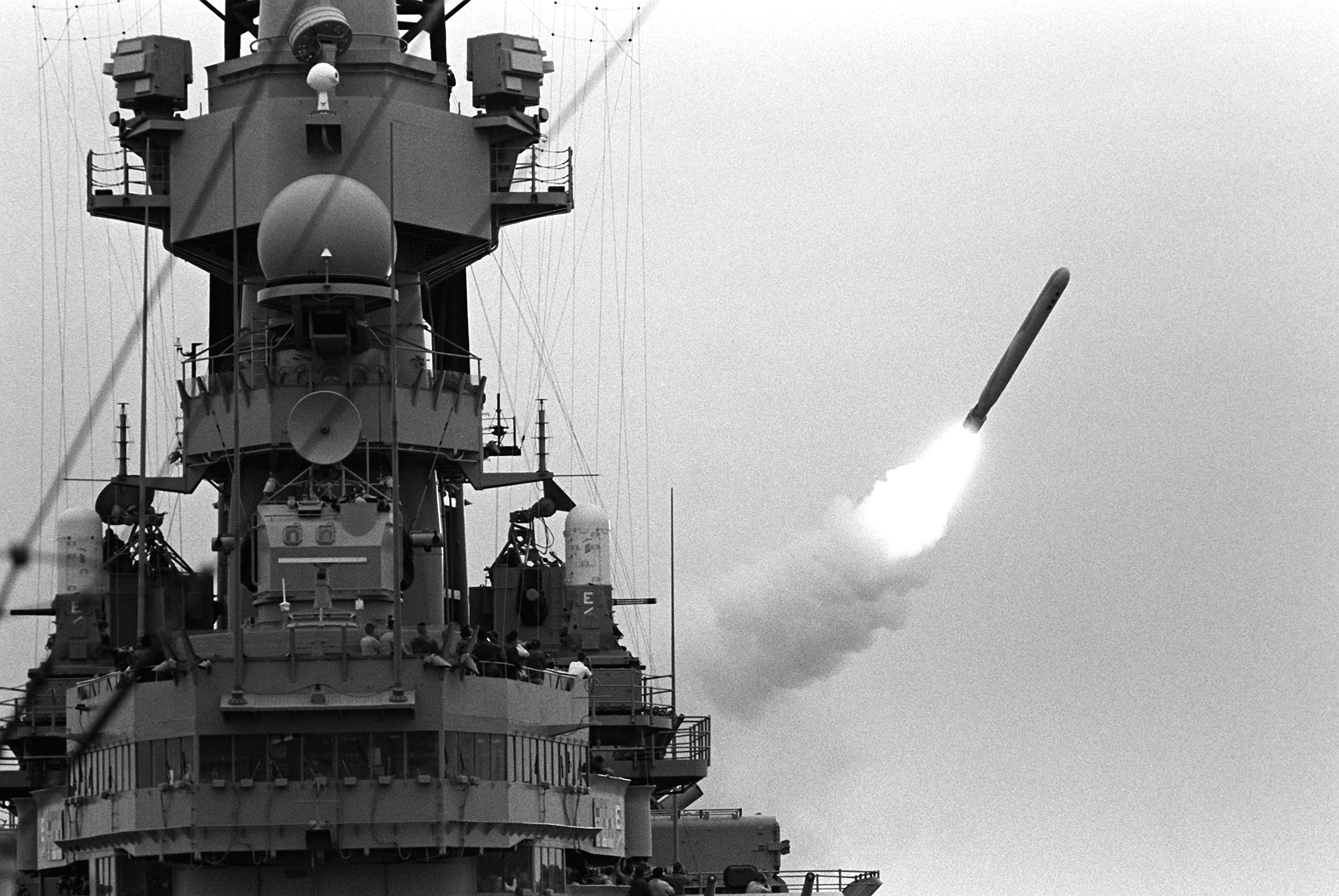
El Missouri lanzando un misil Tomahawk.

La última participación activa de este buque fue en la Operación Tormenta del Desierto (guerra del Golfo Pérsico, primeros meses de 1991), junto con su gemelo el Wisconsin. Durante esta incursión, el Missouri efectuó un total de 28 lanzamientos de misiles Tomahawk, y realizó 783 disparos de 406 mm, todos ellos sobre las ciudades de Khafji y Kuwait.
Durante la guerra del Golfo, también dragó 15 minas marinas y se vio envuelto en un episodio de fuego amigo con la fragata clase Oliver Hazard Perry USS Jarrett.

### Buque museo, de 1993 a la actualidad

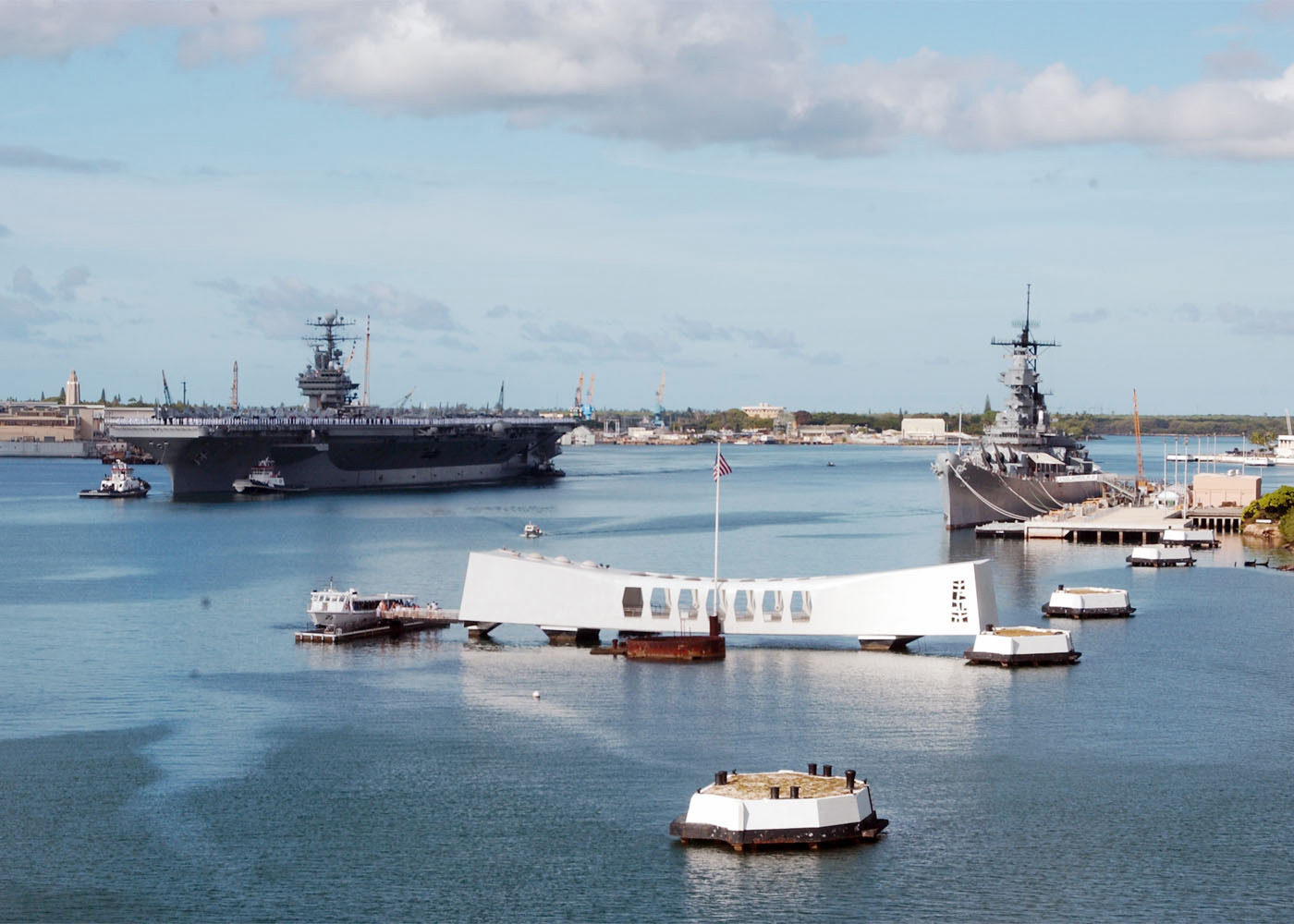
Marineros del Abraham Lincoln rindiendo honores al Arizona y al Missouri.

El colapso de la Unión Soviética, la perspectiva de un drástico recorte en el presupuesto de defensa y los altos costos de mantenimiento y operacionales de los acorazados, tuvieron como consecuencia el definitivo pase a la reserva del USS Missouri, que fue dado de baja finalmente el 31 de marzo de 1992, después de casi medio siglo de servicio.
Recibió un total de once estrellas de guerra por sus servicios en la Segunda Guerra Mundial, Corea y el golfo Pérsico. Estuvo en el registro naval hasta enero de 1995. Con su retirada finaliza por completo la época de los grandes acorazados.
En 1998 fue donado a la asociación conmemorativa de Missouri, y desde 1998 es el museo flotante "BB-63 Battleship Missouri memorial", anclado en Pearl Harbor, Hawái.

## Cultura popular
- El USS Missouri aparece en la película de 2012 Battleship y es utilizado para combatir contra los extraterrestres. El buque es manejado por veteranos tripulantes del mismo, que combatieron en la Segunda Guerra Mundial a bordo de este.
- En el videojuego Metal Gear Solid 4: Guns of the Patriots, el USS Missouri aparece como un buque de entrenamiento comandado por la capitana Mei Ling con el objetivo de interceptar y detener a la fortaleza sumergible Outer Heaven para evitar el lanzamiento de una ojiva nuclear contra el satélite JD.
- A bordo de este acorazado transcurre la acción de la película Under Siege (1992), protagonizada por Steven Seagal y Tommy Lee Jones, aunque el escenario utilizado para el rodaje, fue el buque museo USS Alabama (BB-60).
- Cher utilizó este buque para el escenario de su polémico video If I Could Turn Back Time.